# Niederweiler
Pour l’article homonyme, voir Niederweiler (Eifel).
Niederweiler est une municipalité du Verbandsgemeinde Kirchberg, dans l'arrondissement de Rhin-Hunsrück, en Rhénanie-Palatinat, dans l'ouest de l'Allemagne.